# Hans Schliebener
Hans Schliebener (* 21. März 1921 in Berlin; † 21. August 2013) war ein deutscher Radrennfahrer.
Mit 14 Jahren bekam er sein erstes Rennrad geschenkt. Er trat dem Verein Union 08 Berlin bei. Seinen ersten Sieg feierte er 1940 bei einem Rennen in der Deutschlandhalle. 1948 wurde Hans Schliebener Dritter der deutschen Bahnmeisterschaften in der Einerverfolgung, 1949 mit der Mannschaft der Berliner NRVg Luisenstadt Vize-Meister in der Mannschaftsverfolgung. 1950 wurde er jeweils Zweiter bei nationalen Meisterschaften in der Einer- sowie der Mannschaftsverfolgung auf der Bahn und im Mannschaftszeitfahren auf der Straße. Von 1951 bis 1953 errang Schliebener dreimal in Folge den Titel des deutschen Meisters in der Einerverfolgung und 1952 zudem gemeinsam mit Günther Otte den des Vize-Meisters im Zweier-Mannschaftsfahren. 1954 wurde er zudem deutscher Meister in der Mannschaftsverfolgung, gemeinsam mit Klaus Bugdahl, Horst Sylvestrzak und Alfred Freitag. Mehrere Male gewann er zudem die Berliner Meisterschaft der Zeitungsfahrer.